# Zeche Pauline
Die Zeche Pauline ist ein ehemaliges Steinkohlenbergwerk in Essen-Werden-Heidhausen. Das Bergwerk befand sich in einem kleinen Seitental der Ruhr. Das Bergwerk wurde bis Mitte des 19. Jahrhunderts auch Pauliner Erbstolln genannt und um 1894 wurde das Bergwerk umbenannt in Zeche Pörtingsiepen IV. Nachweislich erfolgte in diesem Bereich bereits im 18. Jahrhundert Abbau. Der eigentliche Betrieb als Bergwerk begann zunächst als Stollen. Die Gewerkschaft der Zeche Pauline war eines der Gründungsmitglieder des Rheinisch-Westfälischen Kohlen-Syndikats.

## Geschichte

### Die Zeit als Pauliner Erbstolln
Der Pauliner Erbstolln, auch unter den Namen Pauline Erbstolln oder Pauliner Erbstollen bekannt, wurde als Berechtsame vom Abt von Werden belehnt. Allerdings wurden die Berechtsamsmaße nicht genau festgelegt. Später dann übernahm der damals Belehnte die Abbaurechte. Den Namen Pauliner Erbstollen führte das Bergwerk seit dem Jahr 1822. Am 27. März 1833 erfolgte die Verleihung des Erbstollenrechts. Anschließend wurde mit der Auffahrung des Erbstollens begonnen. Das Stollenmundloch befand sich im Pfefferbachtal unterhalb der Straßeneinmündung Pauline/In der Borbeck. Der Erbstollen war geplant für die Ableitung der Grubenwässer der benachbarten Bergwerke. Der Stollenbau fand auf der linken Uferseite der Ruhr statt. Ab 1834 erfolgte mit drei Bergleuten der Vortrieb nach Süden. Da im Jahr 1837 die Kohlenvorräte oberhalb der Erbstollensohle fast abgebaut waren, brachte der weitere Vortrieb kaum noch einen Nutzen. Im Jahr 1838 wurde ein tonnlägiger Schacht bis zur Stollensohle mit einer seigeren Teufe von 50 Metern geteuft. Im September des Jahres 1842 erfolgte die Umbenennung in Zeche Pauline.

### Betrieb als Zeche Pauline
Auch nach der Umbenennung wurde zunächst weiter im Stollenbau abgebaut. Im Jahr 1842 wurde ein Querschlag in Richtung Süden aufgefahren. Von 1842 bis 1852 wurde das Bergwerk in den Bergamtsarchiven nicht mehr aufgeführt. Ab 1853 erfolgte erneuter Abbau. Ab 1854 erneuter Vortrieb des Erbstollens, der dann im Jahr 1857 wieder eingestellt wurde. Ab 1860 erneuter Stollenbau. Ein Jahr später waren vier Flöze in Abbau. Ab April 1879 waren die Kohlenvorräte über der Stollensohle abgebaut, das Bergwerk wurde in Fristen gesetzt. Um auch weiterhin Kohlen abzubauen, musste das Bergwerk zum Tiefbau übergehen. Ab 1880 erfolgte der Übergang zum Tiefbau, im gleichen Jahr war der Teufbeginn für den Förderschacht Dorothea und den tonnlägigen Pumpenschacht Fritz. Der Pumpenschacht Fritz hatte eine flache Teufe von 295 Metern. Die Wettersohle befand sich in einer seigeren Teufe von 50 Metern. Ein Jahr später war der Förderbeginn im Tiefbau. Die Förderung der Kohlen erfolgte über den Förderschacht bis zur Stollensohle und vom Stollen aus zutage. Von dort aus wurden die Kohlen mit einer Drahtseilbahn zum Bahnhof Werden transportiert. Außerdem wurde in 1881 die stillgelegte Zeche Ilandsbraut übernommen. Im Jahr 1885 erfolgte der Abbau auf der 3. Sohle in einer seigeren Teufe von 228 Metern. Im Jahr 1891 wird der Pumpenschacht Fritz zum Förderschacht umgebaut. 1892 waren ein Förderschacht, ein Wasserhaltungsschacht und zwei Wetterschächte, somit insgesamt vier Schächte, in Betrieb. Die Berechtsame umfasste die Längenfelder der Zechen Pauline und Ilandsbraut sowie der 1892 übernommenen Zeche Vereinigte Braut. Im Jahr 1894 wurden die Schächte tiefer geteuft und bei 450 Metern Teufe die 4. Sohle angesetzt. 1897 wurden zwei Längenfelder neu erworben, die Berechtsame hatte eine Größe von 6 km2. 1899 ereignete sich ein Brand in der Kohlenwäsche.
Im Jahr 1900 waren noch vier Schächte in Betrieb, die Zeche Vereinigte Braut wurde nun komplett übernommen. Die Zeche Pauline wurde im selben Jahr durch die Rheinischen Antracit-Kohlenwerke übernommen. Die Zeche Pauline blieb jedoch weiterhin eigenständig in Betrieb. Die Berechtsame umfasste drei Längenfelder der Zeche Pauline und zwölf Längenfelder der Zechen Gustav, Der lange Fritz, Friederica ins Westen, Hugo, Eberhard, Ilandsbraut, Bräutigam, Vereinigte Braut, Braut in Fleckessiepen, Redlichkeit, Jacke und Hoffnung. Außerdem die Geviertfelder Spillberg und Käthchen. Zusätzlich besaßen die Bergwerkseigentümer die Kuxenmajorität der Zechen Bornerkamp, Ludwig ins Weste, (Veste) Hoffnung und Porthof, sowie Beteiligungen an anderen Berechtsamen. 1905 wurde ein Wetterschacht abgeworfen und drei Tagesüberhauen erstellt. Ein Jahr später wurde ein seigerer Wetterschacht anstelle des dort vorhandenen tonnlägigen Schachtes für die Berechtsame Vereinigte Braut geteuft. Die Tagesanlagen auf Vereinigte Braut wurden im selben Jahr abgerissen. 1909 wurde das Feld Preutenborbecksiepen erschlossen. Am 1. Oktober desselben Jahres wurde an der Verladestelle am Bahnhof Werden eine Brikettfabrik in Betrieb genommen. Die Brikettfabrik wurde mittels einer Drahtseilbahn fördertechnisch mit dem Bergwerk verbunden. Die Brikettfabrik wurde im darauffolgenden Jahr wieder geschlossen. Auf dem Bergwerk waren noch die tonnlägigen Schächte Dorothea und Fritz in Betrieb. 1913 wurde der zweite Wetterschacht aufgegeben, es war als Wetterschacht nur noch der Schacht Fritz in Betrieb. Im Jahr 1916 wurde das Bergwerk wegen Erschöpfung der Kohlenvorräte stillgelegt.

### Förderung und Belegschaft
Auf dem Bergwerk wurde gute Ziegelkohle, die sehr stückreich war, abgebaut. Die ersten Förderzahlen stammen aus dem Jahr 1838, in diesem Jahr wurden 1.374 preußische Tonnen Steinkohle gefördert. Im Jahr 1840 stieg die Förderung an auf 2.354 preußische Tonnen. Im Jahr 1842 sank die Förderung auf 52 preußische Tonnen. 1858 waren auf der Zeche 59 Bergleute beschäftigt. 1861 wurden mit 50 Beschäftigten 43.932 preußische Tonnen Steinkohle gefördert. 1867 wurden mit 39 Beschäftigten 158.598 Scheffel, das sind 7.930 Tonnen Kohle, gefördert. 1870 stieg die Belegschaftszahl auf 41 Beschäftigte an, die Förderung sank auf 5.976 Tonnen. Im Jahr 1876 erneutes Absinken der Förderung auf 4.092 Tonnen, die Belegschaftsstärke sank auf 23 Beschäftigte. 1881 wurden mit 40 Beschäftigten 1.893 Tonnen Kohle gefördert.
Im Jahr 1885 wurden 18.000 Tonnen Steinkohle gefördert. Die Belegschaftsstärke lag in diesem Jahr bei 139 Beschäftigten. 1890 wurden mit 285 Beschäftigten insgesamt 77.651 Tonnen gefördert. 1895 stieg die Belegschaftsgröße auf 295 Beschäftigte, auch die Förderung stieg auf 83.794 Tonnen. 1900 wurden mit 305 Beschäftigten 87.445 Tonnen Steinkohle gefördert. Im Jahr 1905 stieg die Belegschaft auf 321 Beschäftigte, die Förderung stieg auf 89.928 Tonnen. 1909 sank die Belegschaft auf 292 Beschäftigte, dennoch wurde in diesem Jahr mit 99.119 Tonnen die maximale Förderung des Bergwerks erbracht. Ein Jahr später sank die Förderung auf etwa 93.000 Tonnen, die Belegschaftsstärke war mit 295 Beschäftigten etwas höher als im Vorjahr. 1913 erneutes Absinken der Förderung auf 92.900 Tonnen, die Belegschaftsstärke sank auf 291 Beschäftigte. Die letzten Zahlen sind aus dem Jahr 1915 bekannt, es wurden mit 210 Beschäftigten 77.279 Tonnen Steinkohle gefördert.

## Heutiger Zustand
Von der Zeche Pauline sind noch das Kauengebäude und die Fundamente des Schornsteins erhalten geblieben. Außerdem sind auch noch Teile eines Förderschachtes vorhanden. Am oberen Ende der Straße In der Borbeck ist das Stollenmundloch noch vorhanden, es befindet sich unmittelbar oberhalb der Einmündung des Kutschenweges.